# Pianissimo

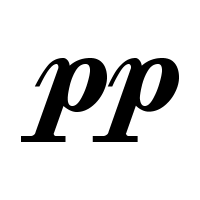
Abreviatura de pianissimo.

Pianissimo és un terme utilitzat en música per a indicar una determinada intensitat en el so, és a dir, un determinat matís. La seva abreviatura és . La intensitat que requereix pianissimo és menor que la que indica piano.
Durant el segle xix pp és la indicació de menor intensitat més habitual i ppp es reserva per a quan calgui tocar de la manera més suau possible.
En el segle xx es troben indicacions de pppp i fins i tot més. Requereix tocar al límit del que permeti l'instrument sense emmudir-lo. Alguns compositors, com Salvatore Sciarrino, busquen amb això que soni més el pas de l'arc en un instrument de corda o l'alè en un instrument de vent que la nota indicada.
En qualsevol cas, apareix sempre de manera abreujada, sempre sota el pentagrama i precisament sota la nota on comença aquesta dinàmica. En el segon terç del xviii, on encara la indicació de dinàmica és una mica excepcional, només afecta a la frase o motiu en qüestió. Però des de finals del xviii fins als nostres dies, l'intèrpret ha de mantenir-la fins que aparegui un nou indicador de dinàmica.